# Сенькино-Секерино
Сенькино-Секерино — деревня в Троицком административном округе Москвы  (до 1 июля 2012 года в составе Подольского района Московской области). 
Деревня входит в состав Краснопахорского района.

## Население
Согласно Всероссийской переписи, в 2002 году в деревне проживало 22 человека (9 мужчин и 13 женщин). По данным на 2005 год в деревне проживал 31 человек.

## Расположение
Деревня Сенькино-Секерино расположена примерно в 26 км к западу от центра города Подольска. На востоке граничит с посёлком Секерино. Восточнее деревни походит Московское малое кольцо. Рядом протекает река Пахра.

## Территории,улицыимикрорайоны(поКЛАДР)
Территории и микрорайоны перечисленные ниже, на самом деле географически могут и не находиться внутри самой деревни, а бывают разбросаны вокруг неё, на площади в несколько квадратных километров, в границах поселения Михайлово-Ярцевского. Тем не менее, по КЛАДР все они классифицируются, как улицы деревни Сенькино-Секерино, а в названии содержат слово Территория или Микрорайон. Так как эти территории возникали и благоустраивались под началом инициативных групп (правлений Садовых некоммерческих товариществ (СНТ), правлений ДСК, дирекций КП и тому подобное), то исторически сложилось, что в границах каждой из этих территорий обычно присутствует Территориальное общественное самоуправление:
- Медовая улица;
- Михайловское Садовое неком-е товарищество;
- Секерино-2 улица;
- Секерино-3 улица;
- Сенькино-1 улица;
- Сенькино-2 улица;
- Сенькино-3 улица;
- Сенькино-4 улица;
- СНТ Михайловское Территория;
- СНТ Полянка Территория;
- СНТ Шереметьево Территория;
- Шереметьево Садовое неком-е товарищество.